# Eric Cederbourg

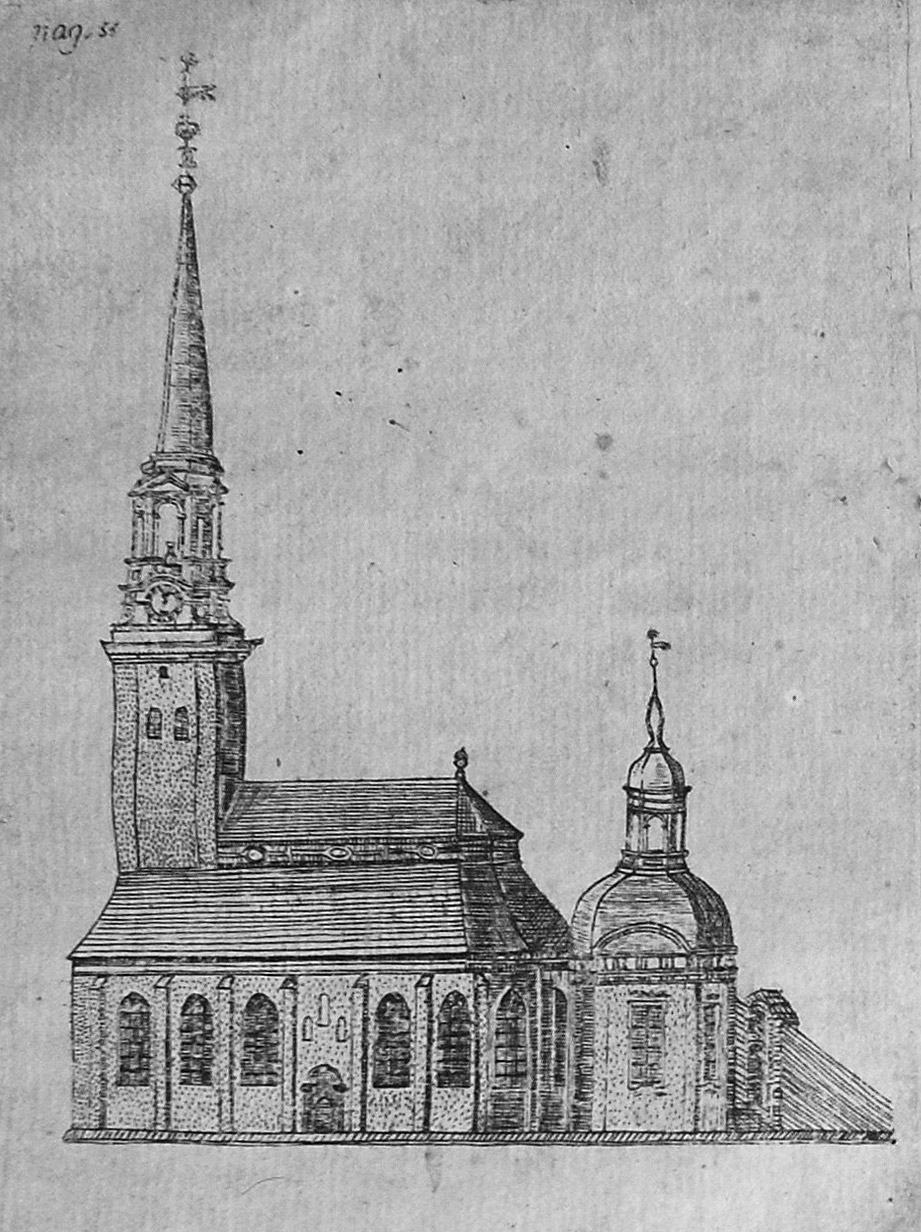
illustration av Tyska kyrkan i Göteborg, hämtad ur En kort beskrifning Öfwer ... Götheborg från 1739.

Eric Cederbourg, ursprungligen Cederberg, född omkring 1682 i Göteborg, död 14 juni 1758 i Göteborg, var en svensk rådman (1709-1719), preses i Kämnärsrätten 1711 och lokalhistoriker.
Efter trivialskolan och gymnasiestudier i Göteborg kom han 1699 till Uppsala universitet, där han studerade juridik fram till 1705. Därefter praktiserade han vid Göta hovrätt i fyra år, och 1709 valdes han av borgerskapet till litterat rådman i Göteborg.
Cederbourgs högsta önskan var att bli borgmästare i Göteborg, något han aldrig lyckades med. Då han kände sig förbigången av magistraten vid borgmästarvalet i mars 1742 (valet föll istället på rådmannen Johan Paulin), skriver han till Kungl. Maj:t:
"Stormäktigste, allernådigste konung, jag har nu snart i tre och trettio år domsysslorna vid rådmans- och præsidisbeställningarne härstädes beklädt samt förmodeligen så stor skicklighet därvid uppvist och ådagalagt som någon annan! Men oaktadt mina tre och trettio års meriter, oaktadt jag nu 4:de resan blifvit förbigången, oaktadt samteliga borgerskapet själf måst tillstå, det de ingenting hafva emot mig, samt oaktadt jag redan för 20 år sedan på förslag till samma ämbete uppförd varit, måste jag ändock, emot all naturlig lag och billighet samt ed och samvete, se mig, som likvisst är stadens infödda barn, uteslutas och främmande mig föredragas, endast för den orsakens skull, att jag af familjer, släkt och vänner ibland borgerskapet är alldeles destituerad."
Cederbourg har kallats "den göteborgska lokalhistoriens fader" och gav år 1739 ut den 244 sidor tjocka boken En kort Beskrifning öfwer Den wid Wästra Hafwet belägna, wäl bekanta och mycket berömliga Siö- Handel- och Stapul Staden Götheborg i 2 000 exemplar. Boken räknas som den tidigaste, och mest omfattande skildringen av de första 100 åren i Göteborgs historia. I samlarkretsar är boken en raritet, speciellt som merparten av upplagan brann inne.
Cederbourgsgatan (1929) i stadsdelen Johanneberg är uppkallad efter Eric Cederbourg.

## Familj
Eric Cederbourg var son till handelsmannen Anders Germundsson. Han var gift första gången med Maria Swedmark (död 1719), som var syster till Göteborgs borgmästare Johan Swedmark, och andra gången med Katarina Rydingstierna, född Hammarhjelm (född 1680), änka efter landssekreteraren Håkan Rydingstierna). Barn i första giftet var tvillingsönerna Karl Mathias († 1797) och Jakob Gabriel, som båda knöts till kämnärsrätten, först som notarier och sedan som kämnärer. Jakob Gabriel var dessutom sekreterare i Handelssocieten i Göteborg.